# Pieter Hugo
Pieter Hugo (Johannesburg, 29 oktober 1976) is een Zuid-Afrikaans fotograaf. Hij portretteert mensen die aan de rand van de samenleving leven in Afrika. Zijn onderwerp laat hij vrijwel zonder emotie in de lens kijken en daarnaast ensceneert hij composities waarin de rauwheid van het grauwe bestaan naar voren komt. Hugo woont in Kaapstad.

## Opleiding
Pieter Hugo groeide op aan het einde van het tijdperk van de apartheid in Kaapstad. Als fotograaf is hij autodidact. Hij werkte aanvankelijk in de filmindustrie in Kaapstad en was artist-in-residence in het door Benetton ondersteunde onderzoekcentrum Fabrica in Treviso, Italië.

## Loopbaan
Pieter Hugo fotografeert alleenstaande of groepen mensen aan de zelfkant van de maatschappij in Afrika, bijvoorbeeld honingzoekers in Ghana, Nigerianen die rondtrekken om met hyena’s en apen op te treden of mannen die taxi's wassen in Durban. Zijn fotoserie Looking Aside (2006) toont mensen van wie men in eerste instantie liever wegkijkt: ouderen, blinden of albino’s. Maar hij portretteert ook zichzelf, familie en bekenden. Hugo fotografeert met neutraal licht, tegen een witte achtergrond en een weinig verradende pose. Zijn visie als fotograaf wordt volgens hemzelf gevormd door het gevoel dat hij buiten de sociale context van zijn land staat. Hugo voelt zich Afrikaan, maar als blanke betwijfelt hij of Zuidafrikanen hem ook zo zien.
Zijn project Rwanda 2004: Vestiges of a Genocide brengt plekken in beeld waar massa-executies plaatsvonden en waar graven liggen die getuigen van de volkerenmoord in 1994. In 2014 gaf hij daar een gevolg aan met de serie Portraits of Forgiveness, die ook is tentoongesteld in de hal van het Haagse stadhuis. Erkenning kreeg Hugo vooral door de serie The Hyena & Other Men (2007) en door de portretten van aidspatiënten die hij voor het tijdschrift Colors fotografeerde. In de serie Nollywood (2008) legde Hugo de Nigeriaanse versie van Hollywood vast.

## Kritiek
Kritiek op dit genre fotografie is dat de fotograaf gebruik maakt van de sensationele componenten in zijn thematiek, het dramatiserend rauwe in zijn exotische onderwerpen. Hugo krijgt het verwijt het stereotiepe theatrale van de armoede in Afrika commercieel te gebruiken omdat hij zijn werk vooral verkoopt op de Westerse markt. Hijzelf vindt zich een oprecht betrokken fotograaf met kennis van en eerbied voor de authenticiteit van zijn onderwerp.

## Prijzen
- 2005 Eerste Prijs categorie Portret van World Press Photo[4], met een portret van een man met een hyena.
- 2007 Standard Bank Young Artist Award
- 2011 Seydou Keita Award van de Rencontres de Bamako African Photography Biennial
- 2012 shortlist voor de Deutsche Börse Photography Prize[5]
- 2015 shortlist voor for the Prix Pictet
- 2008 KLM Paul Huf Award

## Exposities en museumcollecties
Het werk van Pieter Hugo is in Nederland onder andere tentoongesteld bij Foam in Amsterdam (The Hyena and Other Men, 2008), Fotomuseum Den Haag (solotentoonstelling This Must be the Place, 2012) en het atrium van het stadhuis van Den Haag. Zijn foto's zijn opgenomen in de collecties van onder andere Foam, Huis Marseille en het Gemeentemuseum Den Haag.

## Publicaties (selectie)
- 2011 Pieter Hugo, “Permanent Error”, Prestel Verlag, München
- 2012 Pieter Hugo, “This Must Be The Place”, Prestel Verlag, München
- 2015 Pieter Hugo, “Kin”, Aperture
- 2016 (november) Pieter Hugo “1994”, Prestel Verlag, München